# AK-726

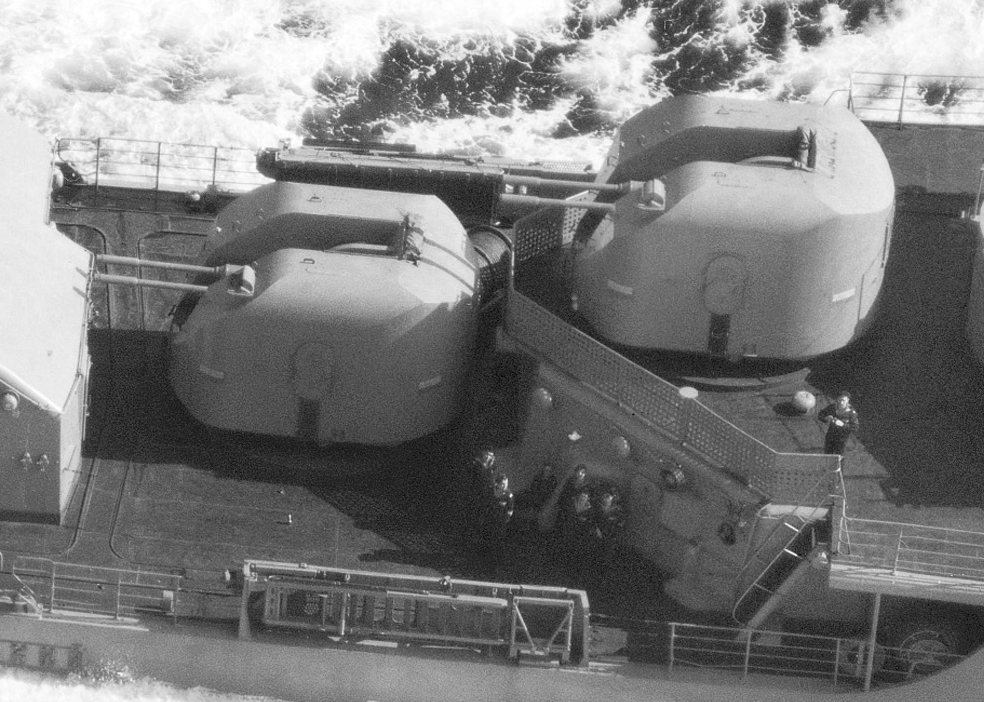
Zwei AK-726-Geschütztürme des Projekts 1135

Das AK-726 (Die Abkürzung AK steht für Артиллерийский комплекс (Artillerijski kompleks; dt.: Artilleriekomplex)) ist ein Zwillings-Marinegeschütz vom Kaliber 76,2 mm, das in der Sowjetunion entwickelt wurde und sich bis heute bei diversen Marinen in Dienst befindet.

## Geschichte
Im Jahr 1954 begann in der Sowjetunion die Entwicklung eines Marinegeschützes, welches gegen Luft- und Seeziele eingesetzt werden kann. Das Geschütz wurde vom Entwicklungsbüro ZKB-7 (später Arsenal) unter der Leitung von S. Tjurin entwickelt. Die ersten Tests begannen 1956/1957. 1958 wurde ein erster Prototyp des Geschützes gebaut. Ab 1960 wurden die Geschütze erstmals auf Schiffen eingebaut und getestet. Das erste Geschütz wurde auf der Grosny (russisch: Грозный), einem Kreuzer des Projekt 58 (Kynda-Klasse), installiert. Ein zweites wurde 1962 auf der Komsomolez Ukrainy (russisch: Комсомолец Украины), dem ersten Schiff der Kaschin-Klasse (Projekt 61), installiert. Das System wurde am 24. Juni 1964 offiziell eingeführt. Die Geschütze wurden im Laufe der Zeit in diverse Staaten exportiert. Aufgrund des kleinen Kalibers und der mangelhaften Wirkung wurden sie aber bald vom AK-100 im Kaliber 100 mm abgelöst.

## Konstruktion

### Beschreibung
Das Geschütz verfügt über zwei Läufe vom Kaliber 76,2 mm. Die Geschosse werden mittels eines handbeladenen Aufzuges aus der Munitionskammer in das Geschütz transportiert. Im Geschütz selbst erfolgt die Ladung automatisch. Damit würde eine theoretische Kadenz von zirka 100 Schuss pro Minute erreicht, allerdings müssen die Läufe nach 40 bis 45 Schuss Dauerfeuer 3 Minuten lang gekühlt werden.
Die Feuerleitung erfolgt entweder automatisch über ein Feuerleitradar vom Typ MR-105 Turel (russisch: Турель; NATO-Code: Screech Owl), halbautomatisch, wobei der Schütze vom Radar unterstützt wird oder manuell, wobei der Schütze rein optisch zielen muss. Das Geschütz kann wahlweise gegen Flugzeuge, See- oder Landziele eingesetzt werden. Dazu sind zwei verschiedene Munitionstypen vorhanden.

### Technische Daten
- Kaliber: 76,2 mm
- Läufe: 2
- Kadenz: 40–45 Schuss/min pro Lauf
- Reichweite: maximal 15,7 km
- Höhenrichtbereich: maximal −10°/+85°
- Mündungsgeschwindigkeit: 980 m/s

### Munition

#### Artillerie-Munition
OF-62
- Gewicht: 5,9 kg
- Länge: 35,5 cm
- Sprengkopf: 0,4 kg

#### Flak-Munition
ZF-62
- Gewicht: 5,9 kg
- Länge: 35,5 cm
- Sprengkopf: 0,48 kg

## Plattformen
- Projekt 35
- Projekt 56
- Projekt 58
- Projekt 61
- Projekt 61MP
- Projekt 159
- Projekt 775
- Projekt 1134
- Projekt 1135
- Projekt 1143
- Projekt 1159
- Projekt 1174